# Bandstaartmierklauwier
De bandstaartmierklauwier (Thamnophilus melanothorax; synoniem: Sakesphorus melanothorax) is een zangvogel uit de familie Thamnophilidae (miervogels).

## Verspreiding en leefgebied
Deze soort komt voor in de Guiana's en het noordoosten van Brazilië.

## Status
De grootte van de populatie is niet gekwantificeerd maar de soort wordt omschreven als zeldzaam in het hele verspreidingsgebied. Op de Rode lijst van de IUCN heeft deze soort de status niet bedreigd.